# 夏威夷王國
夏威夷王國（英語：Kingdom of Hawaiʻi，夏威夷語：Aupuni Mōʻī o Hawaiʻi）是夏威夷群島上的一個獨立主權國家。該國始建於1795年，當時夏威夷島的戰士酋長卡美哈梅哈大帝征服了原本獨立的歐胡島、茂伊島、莫洛凱島、拉奈島，歸一個政府統一管轄。1810年，考艾島和尼豪島自願加入夏威夷王國後，王國統一了整個夏威夷群島。王國由兩個主要家族統治：卡美哈梅哈家族和卡拉卡瓦家族。王國的統一終結了夏威夷群島各部族的封建社會，轉型為一個具有現代雛型的、獨立的國家，與歐洲各帝國相仿的君主立憲體制。
夏威夷王國得到了歐洲主要大國的承認，美國很快地就成為其主要貿易夥伴並對其進行監視，以防止其他大國如英國或日本奪取控制權。1887年，夏威夷國王在親美國民兵組織火奴魯魯步槍隊的威脅下，被迫通過由當地美國人改寫的新憲法，嚴重削弱國王的權力，並剝奪了大多數夏威夷原住民和亞洲公民的投票權。利留卡拉尼女王於1891年登基，她試圖廢除1887年的憲法讓夏威夷脫離美國人的操控，這行為激怒了當地的親美國人士。1893年，由白人組成的安全委員會在美國海軍陸戰隊的幫助下發動政變推翻了王國，建立夏威夷臨時政府及之後的夏威夷共和國
1898年，美國國會通過紐蘭茲決議兼併夏威夷。同年8月12日夏威夷正式成為美國領地，桑福德·多爾出任第一任領地總督。1959年8月21日，夏威夷正式成為美國第50個州。
1993年，美國通過「道歉決議」，承認夏威夷王國的覆亡是在美國代理人和公民的積極參與下發生的，並且夏威夷原住民從未通過任何正式的公民投票或全民表決，放棄他們作為民族對其國家土地的主權。

## 歷史
玻里尼西亞人首次定居到夏威夷群島的時期還未有明確的共識，各歷史學家提出的時間點都在公元300年-1000年左右。根據最新的放射性碳定年法調查顯示，第一批定居者應是在大約是公元940-1130年左右到達。

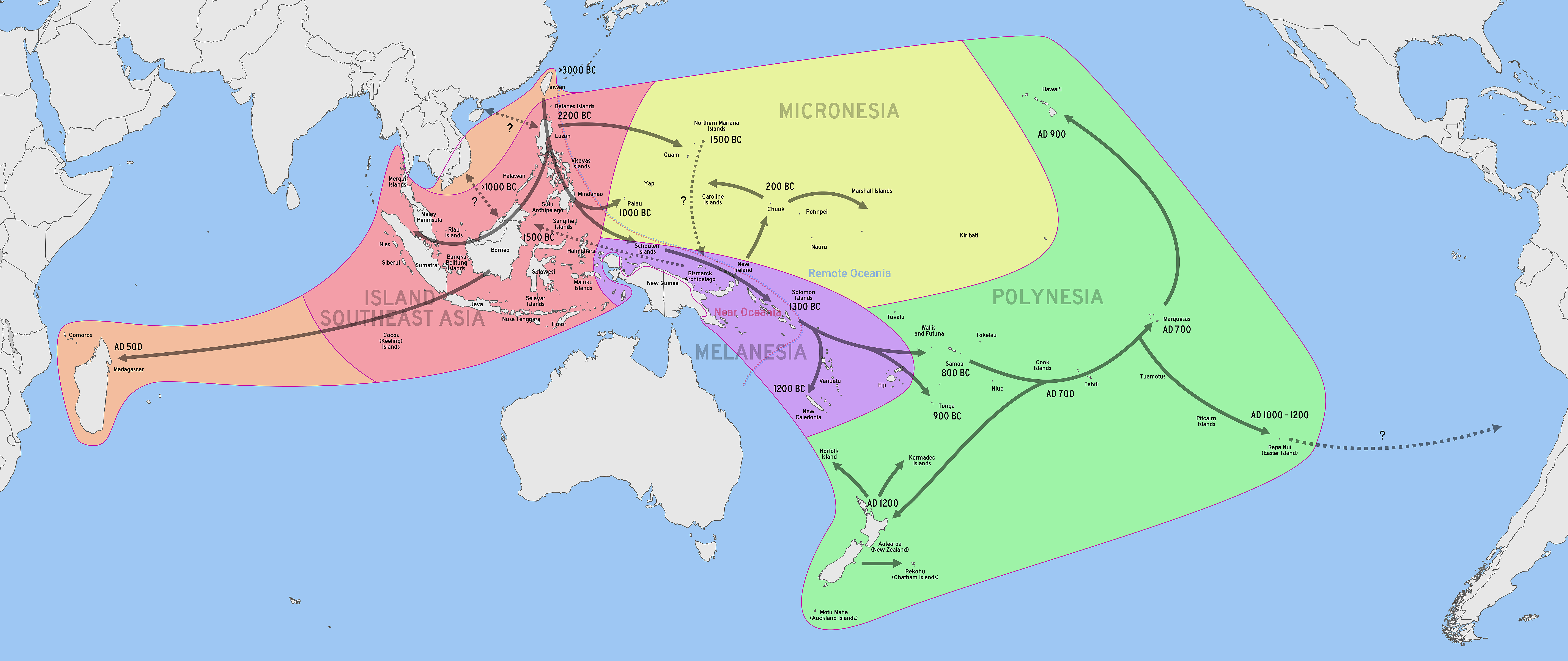
南島語系民族的分布。

到了地理大發現時期，為了替英國繪製地球上未知區域的地圖，詹姆士·庫克船長曾三下太平洋。在他的第三次航行中，他首次發現了夏威夷。他在1778年1月18日首次看到這些島嶼，船隊停泊在考艾島海岸附近，與當地的原住民進行貿易，獲取水和食物以繼續航行。1778年2月2日，庫克繼續航行前往北美海岸和阿拉斯加尋找西北航道。九個月後他回到夏威夷進行補給及借機探索毛伊島。1779年1月，船隊在凱阿拉凱夸灣拋錨停泊。補給完後他們離開了海灣，但在2月時因惡劣天氣損壞了船桅而返回凱阿拉凱夸灣。他們突如其來的回歸使島民大感驚訝和錯愕，雙方矛盾日重，關係變得日益緊張。2月13日晚，船隊的其中一隻小艇被島民偷走。庫克起初不以為意，認為這種偷竊行為在大溪地等小島屢見不鮮，於是計劃在翌日到島上捉走部族首領或其他島民作為人質，以求島民交還小艇。2月14日清早，庫克帶同一批海軍陸戰隊員登陸凱阿拉凱夸灣，起初曾試圖平息事件，但由於雙方早有成見，再加上彼此誤會對方的暗號和槍火，終導致衝突爆發，庫克因此而死。
然而，由於群島在太平洋的戰略位置重要，加上土地肥沃使農業繁榮。因此即使庫克死去，西方商人及勢力持續到達夏威夷，原先這個遺世獨立的地區也開始與歐洲勢力密切往來。夏威夷島酋長卡美哈梅哈家族在與歐洲人的交易中，得到了許多先進的新式武器。卡美哈美哈一世利用這些武器征服了島嶼上幾乎所有部落，最後在1795年建立了「夏威夷王國」。
在新教傳教士的帶領下，在庫克初次抵達夏威夷後，就幾乎立即開始有美國人移民到夏威夷群島。美國人看中此地的肥沃土地，建立了許多種植園來生產庶糖。美國與夏威夷王國於1826年簽訂最惠國待遇條約。之後的數十年間，大量美國商人移居到島上，同時由於種植園需要大量勞動力，於是從日本、中國和菲律賓引入一波又一波的移民。到1896年，亞裔已約佔夏威夷人口的25%。有很大一部分的夏威夷原住民在與西方接觸後，死於於歐洲人帶來的疾病，特別是天花。從1770年代後期的300,000人下降到1850年代的60,000多人，到1920年就剩下約24,000人。
在美國商人移居到島上及開設眾多種植園後，蔗糖成為了夏威夷的主要出口產品，徹底改變了原先的經濟體系。由於美英法在太平洋地區爭奪影響力，卡美哈美哈三世決定變法，將王國的政治與法律變成英美式的，爭取西方國家承認王國是一個現代化的獨立國家。1843年2月25日，由於土地控制權及地緣政治，英國海軍軍官喬治·保萊特勳爵（HMS Carysfort）以「夏威夷群島的英國臣民被剝奪了合法權利」為由，對夏威夷群島進行的為期五個月的非正式佔領，這事被稱為「保莱特事件」。美國後來對其進行軍事干涉，派出軍艦前往夏威夷。最後英美兩國達成協議，恢復夏威夷王國的獨立主權。1843年7月31日，的主權歸還給了國王。卡美哈美哈三世當日在瓦胡島的托馬斯廣場上發表演說，其中一句話「Ua Mau ke Ea o ka ʻĀina i ka Pono」成為夏威夷王國的格言，意義是「這塊土地上的生命在正義裡永存」或「這塊土地上的君權會在正義裡永存」。这句格言後來被夏威夷獨立運動家广泛使用。
由於種植園主的壓力及英國短暫接管的前例，卡美哈美哈三世於是決定聽從傳教士的建議，將王國的土地分配給所有夏威夷人，甚至還試圖通用英美普通法取代傳統的土著律法。包括他的妻子伯尼斯·保亞希·畢曉普（Bernice Pauahi Bishop）在內的許多夏威夷土著反對出售夏威夷土地。許多島民認為包括珍珠港在內的島嶼都有可能被外國勢力搶奪。但美國最終依舊在1897年得到珍珠港。
1882年美國通過《排華法案》，使夏威夷無法從美國引進華工，種植園主轉向別國引進勞工。1886年3月，夏威夷王國與日本訂定條約，共引進了三萬名日本勞工。到1890年底，王國約九萬的人口中，日本人已經佔14%。

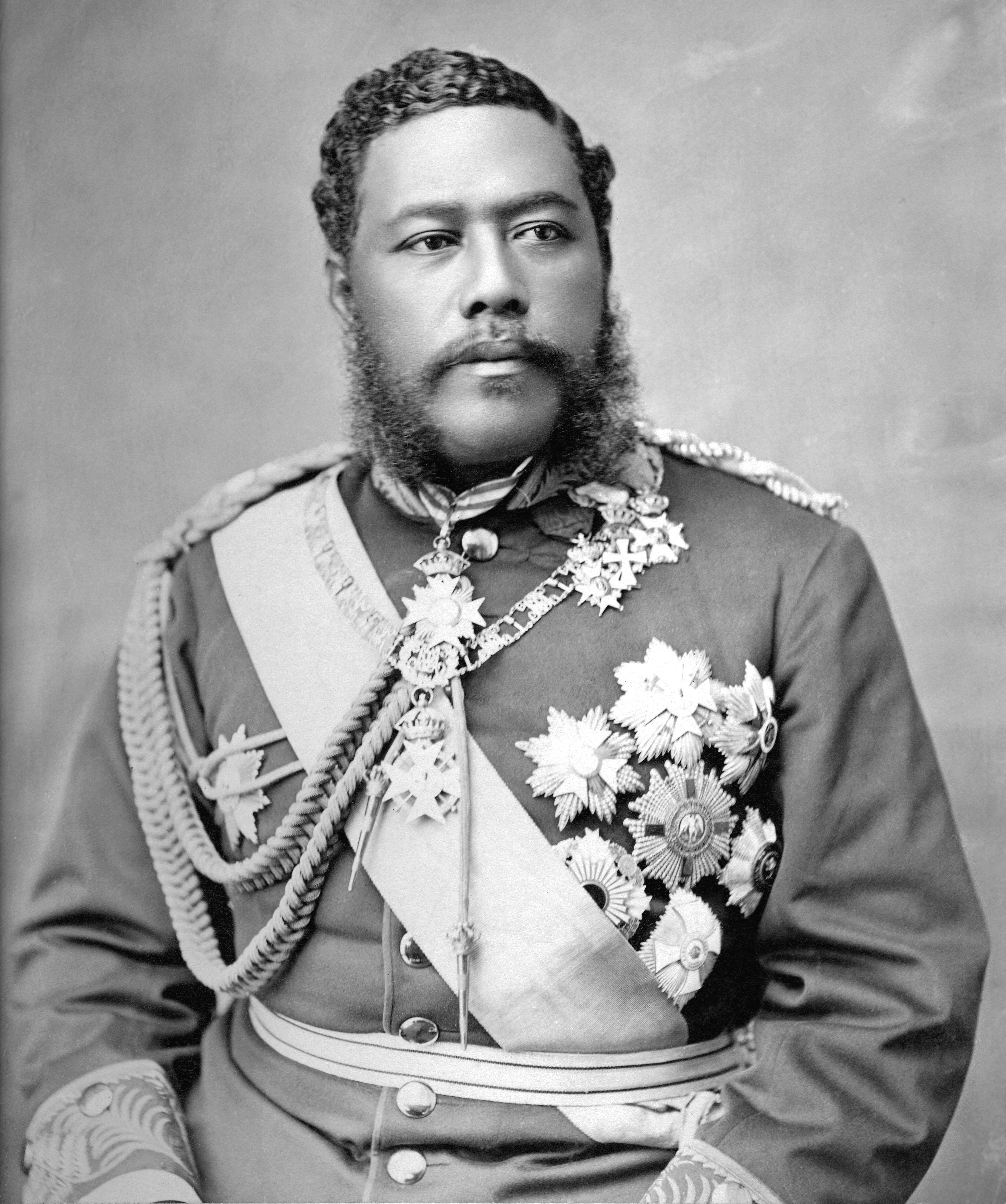
夏威夷國王卡拉卡瓦

1887年，一群自稱為夏威夷愛國聯盟的外籍人士發動叛亂。勞倫·A·瑟斯頓撰寫了全新憲法，並利用民兵威脅國王卡拉卡瓦接受新憲法。卡拉卡瓦被迫解散內閣並簽署新憲法，大大削弱了他的權力，權力被具美國血統的夏威夷人掌控。由於该宪法是卡拉卡瓦國王在槍口威脅下簽署的，因此也被稱為「刺刀憲法」，這部新憲法未經立法機構批准就頒布，使得夏威夷君主成為當地美國人的傀儡。
該新憲法將貴族院候選人的財產、年收入要求提高，主要使外國種植園主受益，同時也令當地的亞裔人口及部分原住民失去投票權。亞洲移民不再能夠獲得公民身份，但美國人和歐洲人卻可以保留本國公民身份並作為王國公民投票，而美國人還可以擔任夏威夷王國公職的同時並保留其美國公民身份，甚至還允許美國人在未入籍夏威夷的情況下投票。

## 夏威夷王國滅亡

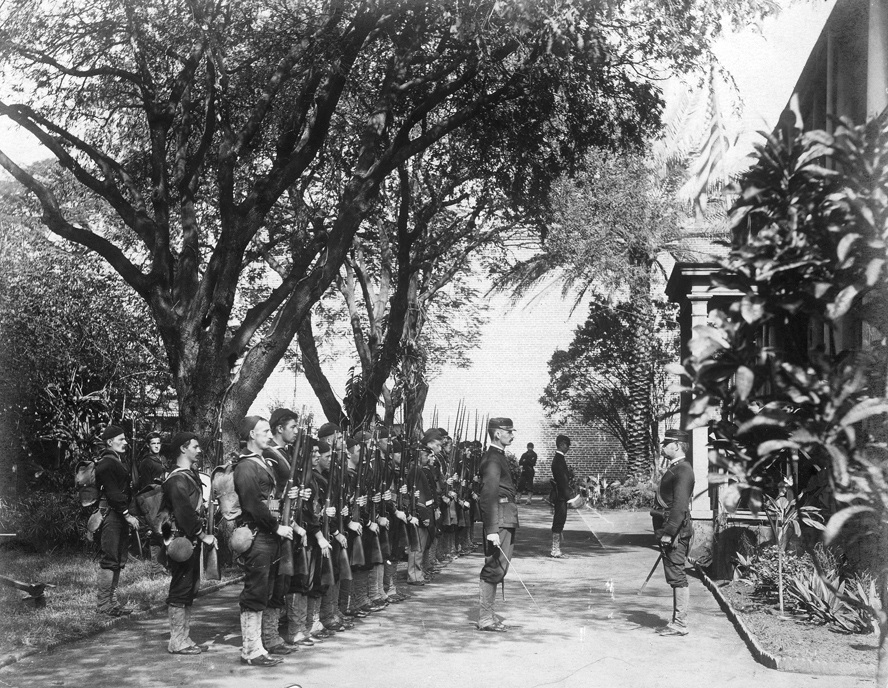
1893年1月，在火奴魯魯參與政變的美國海軍陸戰隊。

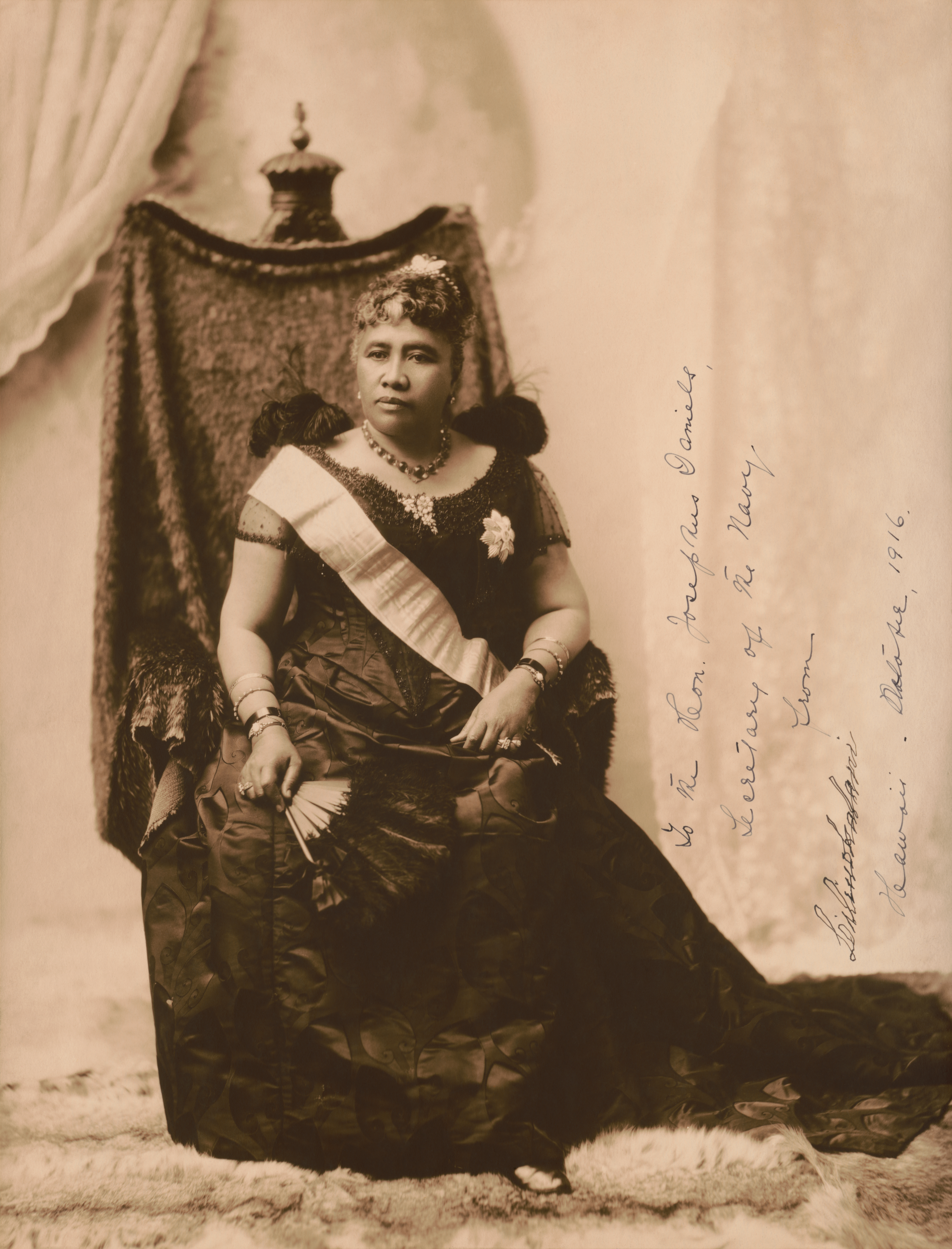
利留卡拉尼女王

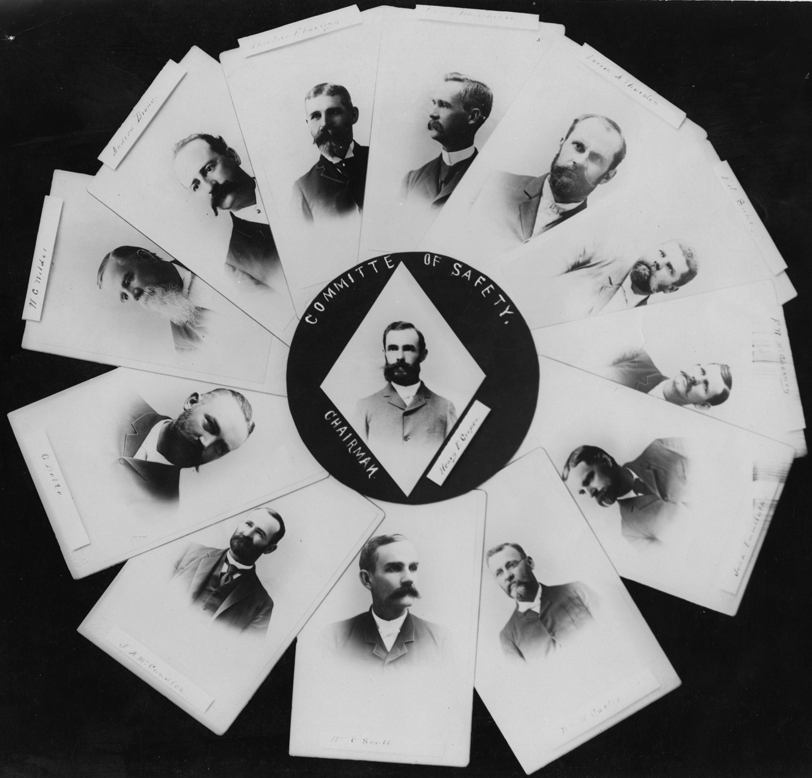
操控政變的安全委員會，正式名稱為公共安全公民委員會，

1891年，利留卡拉尼女王登基，她銳意要修改憲法，試圖讓夏威夷脫離美國人的操控。女王騎馬遊覽了幾個島嶼，與當地人談論她的想法。女王的提議獲得平民壓倒性的支持，女王還因此收到了一份支持新憲法的冗長請願書。女王最終決定在1893年1月14日頒布新憲法。
1893年1月16日，13名白人組成的安全委員會及以美國移民為首的夏威夷改革黨發動政變，推翻了女王的統治，成立了夏威夷臨時政府。政變得到美國政府部長約翰·L·史蒂文斯（John L. Stevens）的支持，他派遣了美國海軍陸戰隊登陸夏威夷參與政變。女王帶著臣民簽字的文件，親自前往華盛頓，希望能說服美國國會支持她復位。她回到島上後遭到軟禁，必須經過臨時政府同意才可外出。
夏威夷王國被推翻後，政變領導人成立了臨時政府，並試圖與美國合併。臨時政府向美國派出了包括勞倫·A·瑟斯頓在內的代表團，並與美國總統班傑明·哈里森洽談一項條約，該條約迅速送交美國參議院等待批准。可是，新任美國總統格羅弗·克里夫蘭反對吞併，計劃被推遲。他派出了眾議員布朗特對政變進行調查，他撰寫了布朗特報告，結論是美國政府同謀僑民非法地推翻合法、和平的夏威夷原政府。報告得出結論，美國在這事件中進行了未經授權的活動，包括以虛假或誇大的藉口讓美國海軍陸戰隊入侵夏威夷，以支持當地美國僑民反夏威夷女王的陰謀。這些行動終使政變成功，而這些行為是違背夏威夷大多數人口意願下進行的。
克利夫蘭總統決定恢復女王統治，要求桑福德·多爾辭職。然而，多爾拒絕了這個要求。美國參議院這時舉行了聽證會，最終否定了布朗特報告改以具爭議的摩根報告結案，完全否認美國有參與政變。1894年5月，美國參議院一致通過決議，反對女王復辟，反對克利夫蘭總統干涉多爾政府的事務。克利夫蘭總統因此放棄處理這個問題，讓多爾政府自生自滅。
在摩根報告及參議院決議後，夏威夷臨時政府召開制憲會議，但僅限於夏威夷人和具美國或歐洲血統的納稅人，亞洲人並不包括在內。1894年7月4日，夏威夷共和國成立，總統為桑福德·多爾。1898年新總統威廉·麥金利上任，一改前任克利夫蘭總統的決定，恢復與夏威夷共和國的合併談判。最後美國國會以兩院聯合決議的形式通過了紐蘭茲決議與夏威夷合併。同年8月12日夏威夷正式成為美國領地，桑福德·多爾出任第一任領地總督。1959年8月21日，夏威夷正式成為美國第50個州。

## 夏威夷王國統治者肖像
詳見夏威夷君主列表。

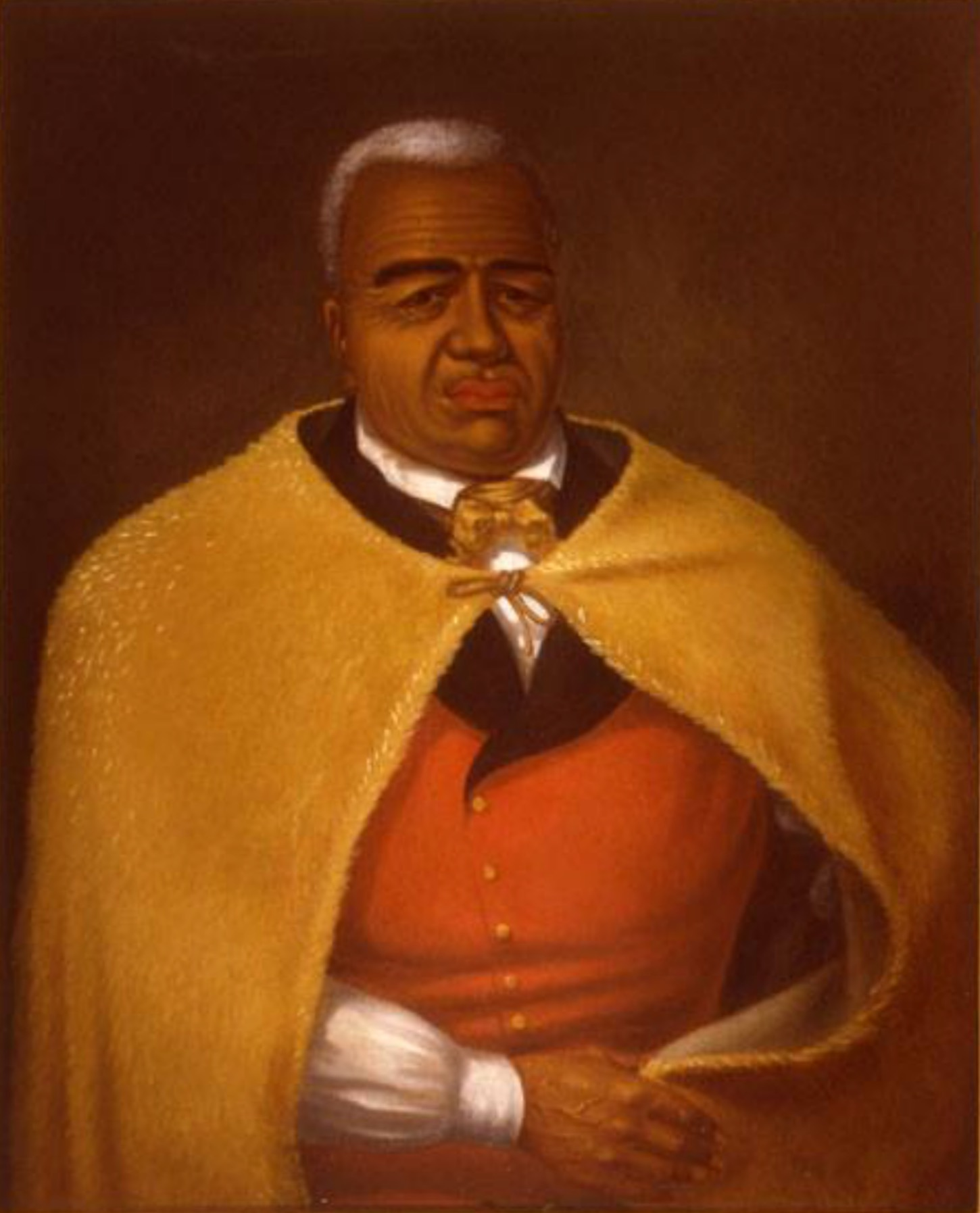
卡美哈梅哈一世 Paiʻea
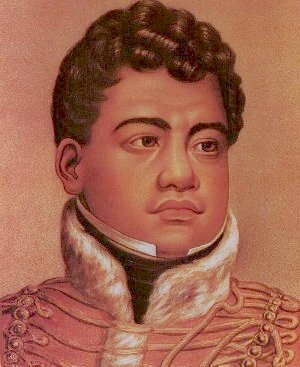
卡美哈梅哈二世 Liholiho
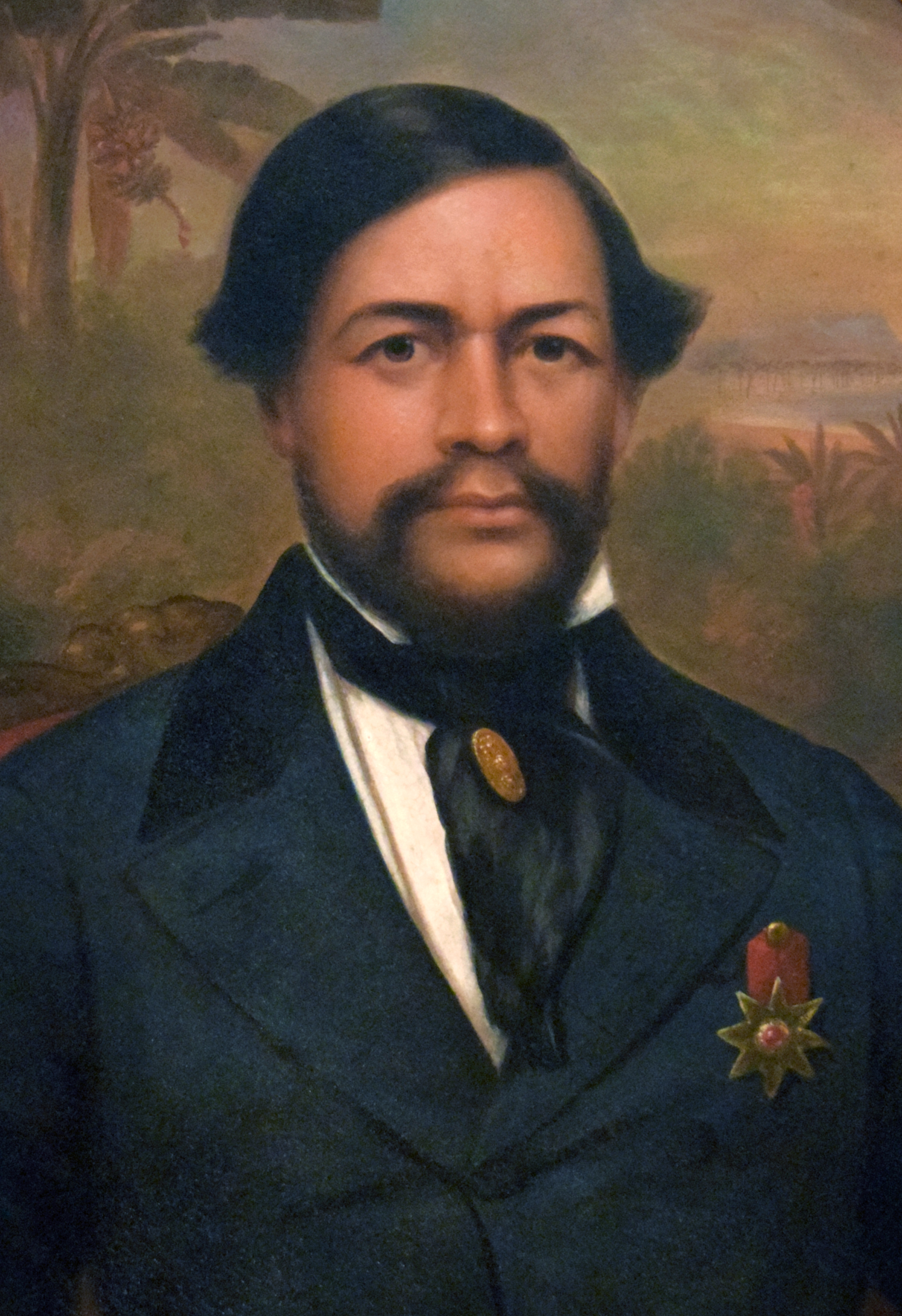
卡美哈梅哈三世 Kauikeaouli
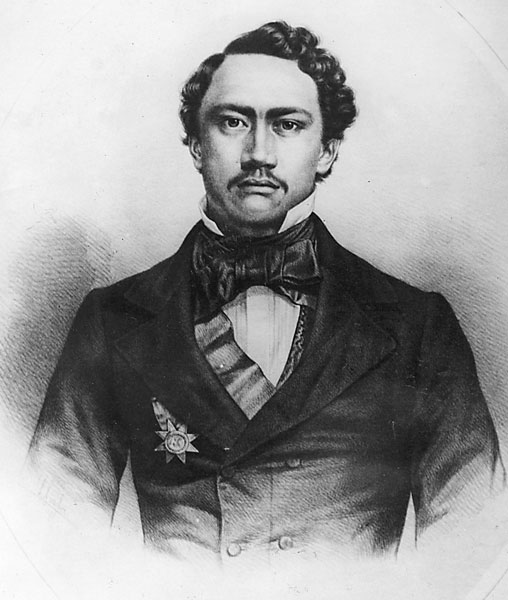
卡美哈梅哈四世 Alexander Liholiho ʻIolani
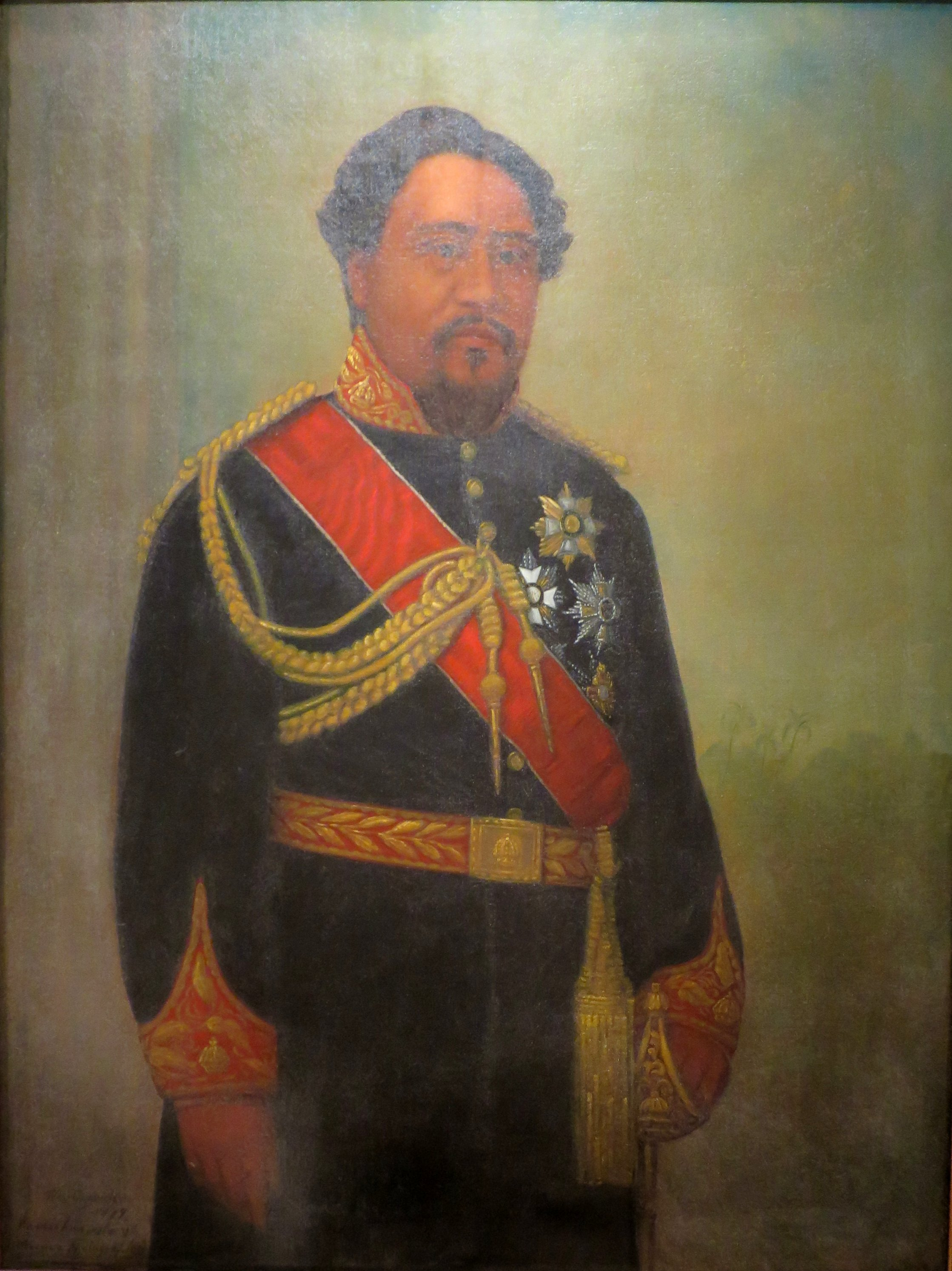
卡美哈梅哈五世 Lot Kapuāiwa
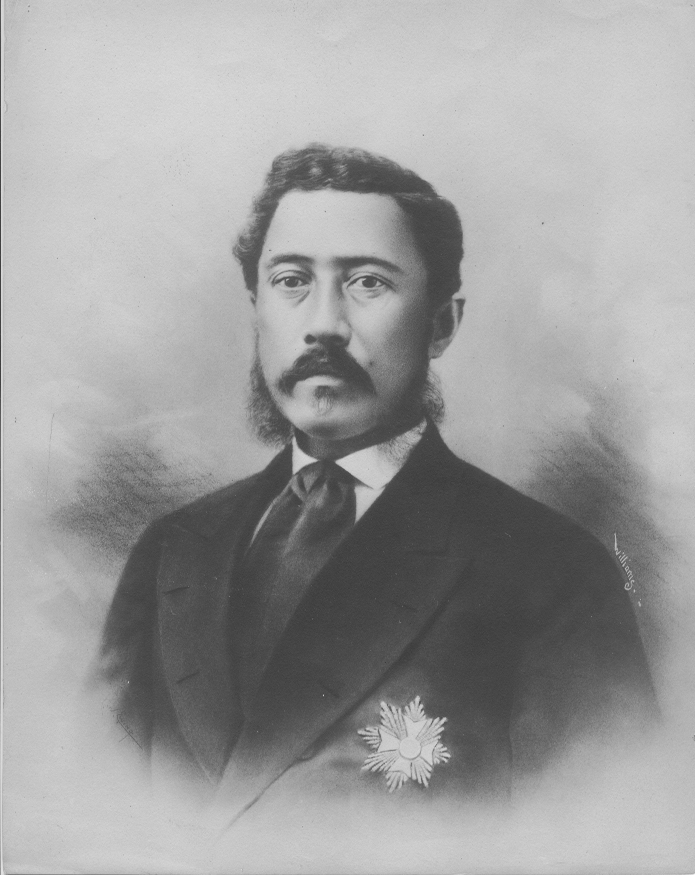
路納利羅 Lunalilo
卡拉卡瓦 Kalākaua
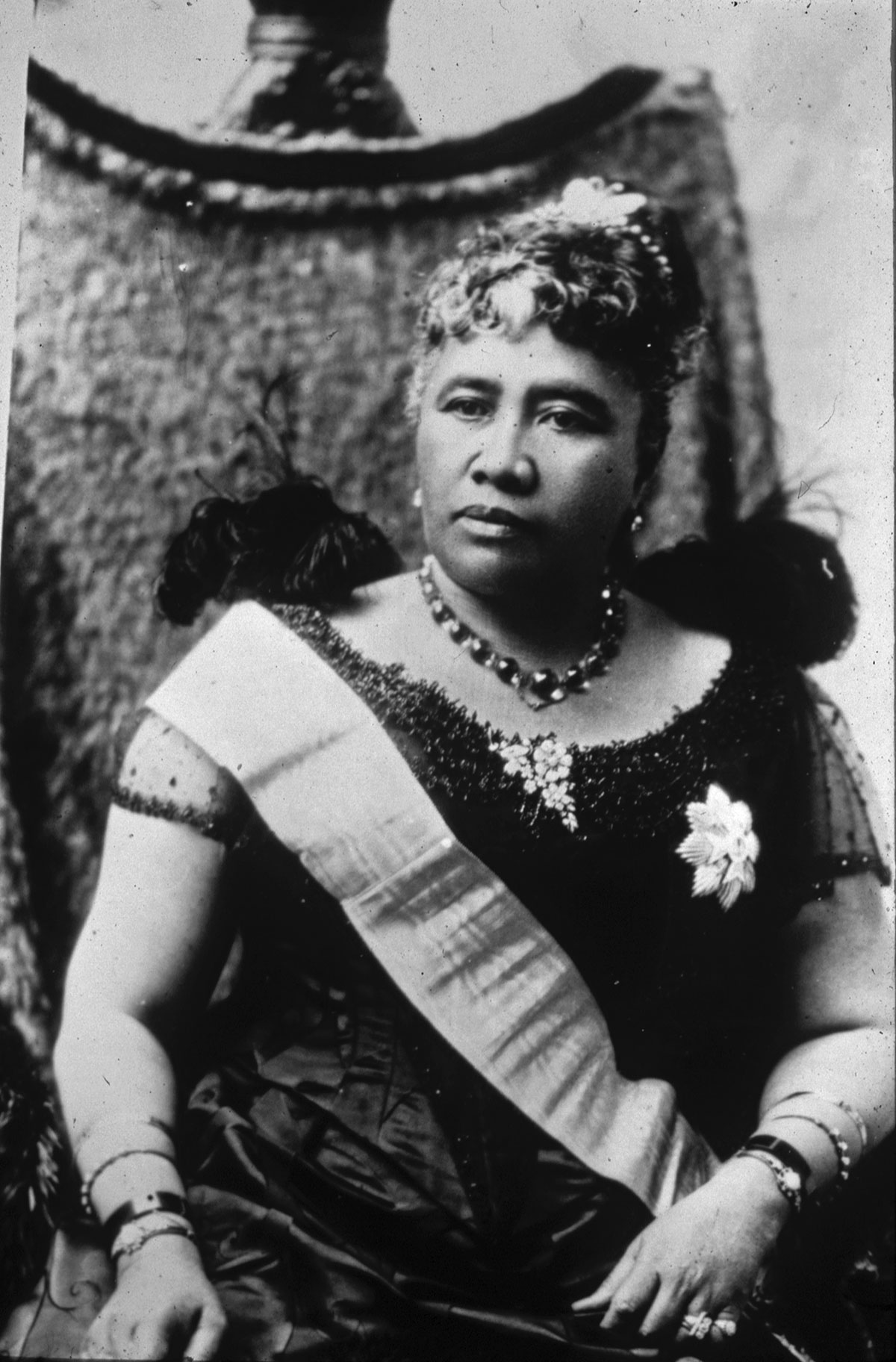
利留卡拉尼女王 Liliuokalani

## 另見
- 布朗特報告
- 摩根報告
- 夏威夷歷史
- 夏威夷共和國
- 夏威夷臨時政府
- 安全委員會 (夏威夷)